# Комарки Іспанії
Кома́рка (ісп. comarca) — в Іспанії адміністративно-територіальна одиниця третього (повітового, районного) рівня. Підпорядковуються провінції. Поділяються на муніципалітети. Мають власну адміністрацію. 
В Іспанії немає уніфікованої системи районування: в ряді провінцій комарки як середня ланка між провінцією і муніципалітетом скасовані. Комарками також називають історичні області (як-от Ла-Манча), географічні області (долини, гірські райони), економічні області, сільськогосподарські райони або райони туризму. В окремих провінціях існує кілька систем районування. Деякі комарки знаходяться на стику кількох провінцій. Деякі комарки охоплюють велику територію і діляться на підкомарки (волості).

## Список
- Андалусія
  - Лос-Педрочес

## Галерея

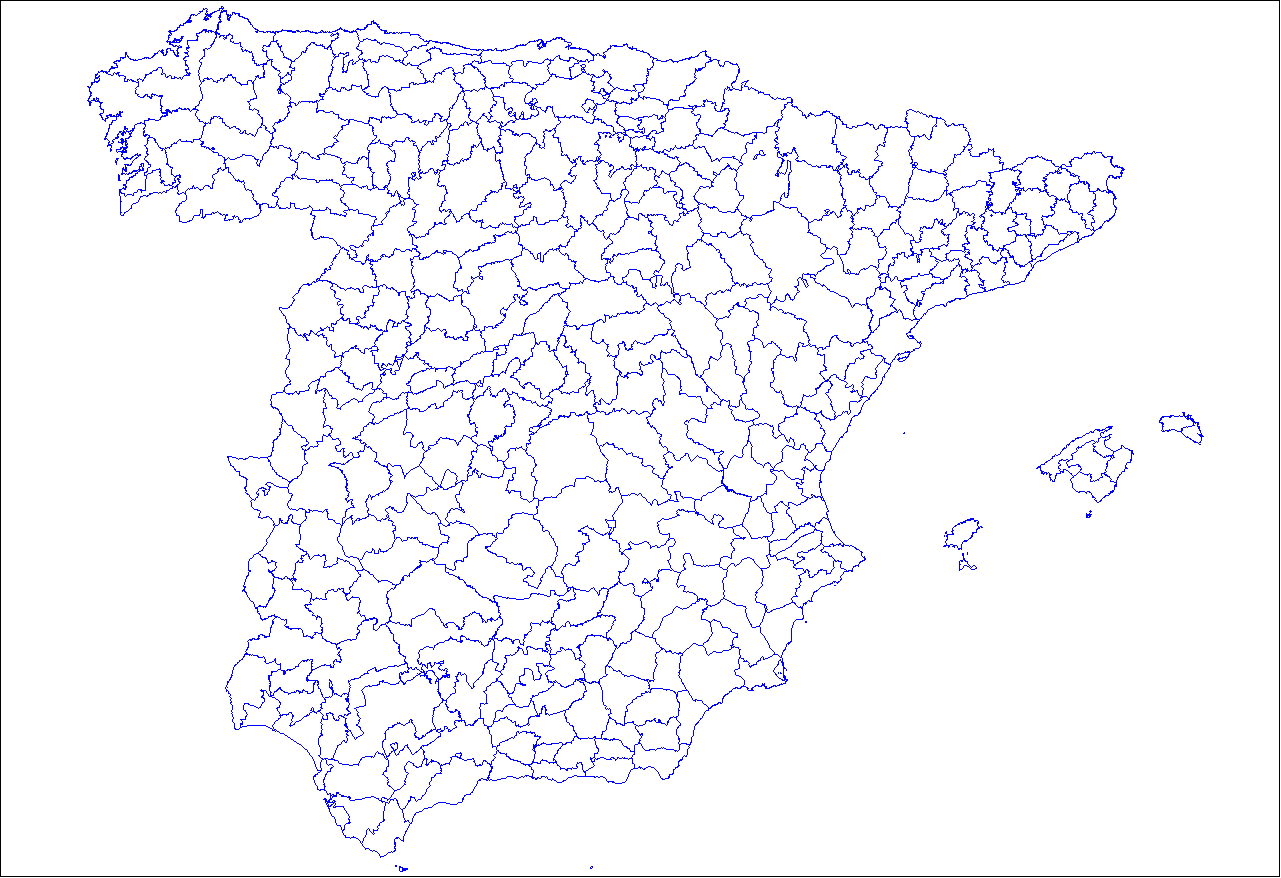
Комарки Іспанії
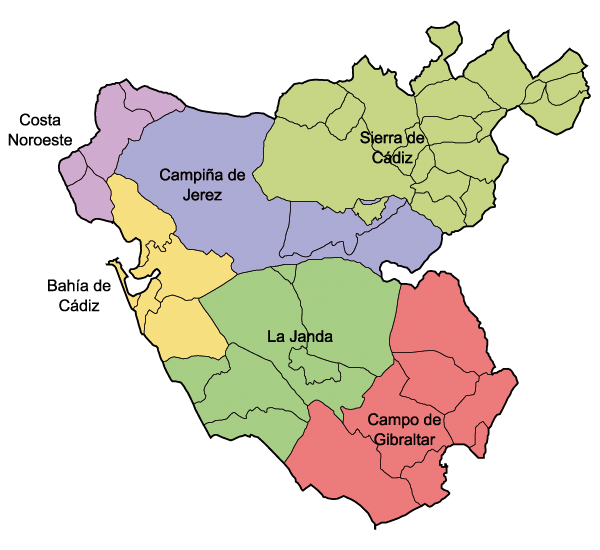
Комарки провінції Кадіс
Комарки провінції Гранада
Комарки Валенсії
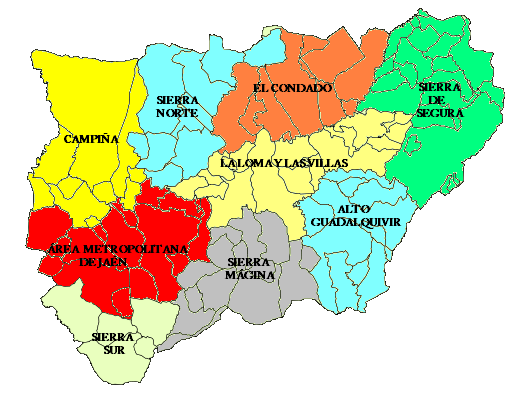
Комарки провінції Хаен
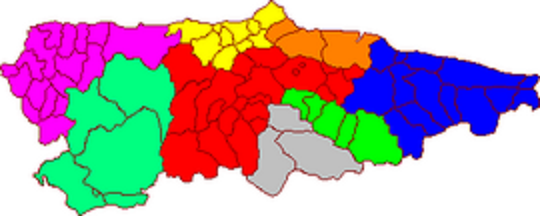
Комарки області Астурія
Структура області Наварра
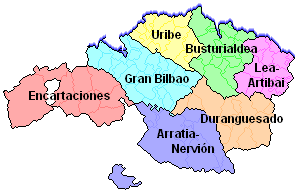
Комарки провінції Біскайя
Комарки області Астурія
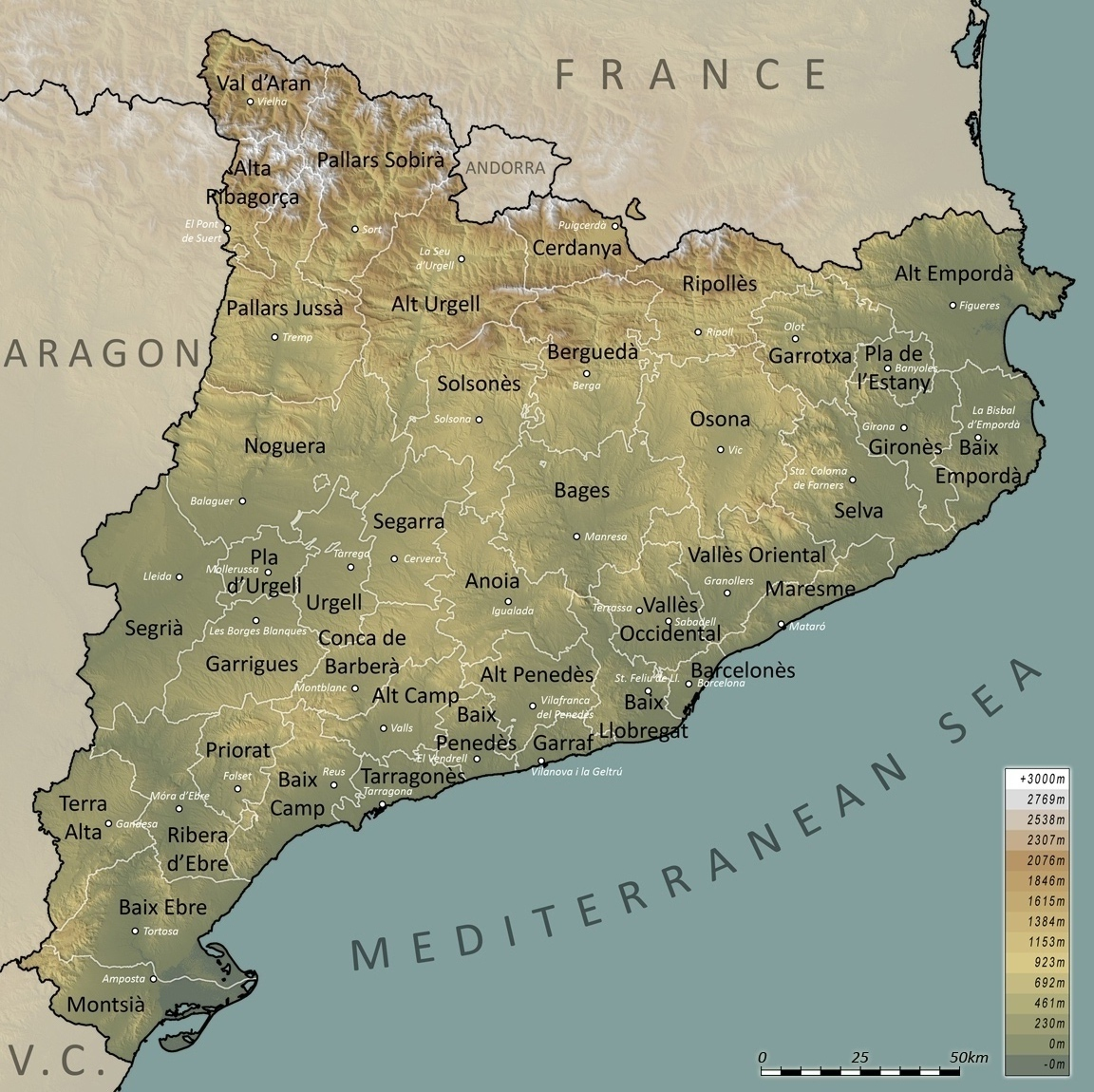
Комарки Каталонії
Комарки області Мурсія